# Club Atlético de Madrid 1964-1965
Questa voce raccoglie le informazioni riguardanti il Club Atlético de Madrid nelle competizioni ufficiali della stagione 1964-1965.

## Stagione
Nella stagione 1964-1965 i Colchoneros, allenati da Otto Bumbel, terminarono il campionato al secondo posto a quattro punti dal Real Madrid, dopo un avvincente testa a testa. Le Merengues persero lo scontro diretto alla 25ª giornata, scivolando al secondo posto. Tuttavia due partite dopo l'Atlético fu sconfitto in casa dell'Elche e perse nuovamente il primato in favore dei rivali. Nelle coppe la squadra si ritrovò di fronte alle stesse compagini incontrate la stagione precedente. In Coppa del Generalísimo, l'Atlético Madrid affrontò nuovamente in finale il Real Saragozza, ma stavolta riuscì a vincere la terza coppa della sua storia. Tra i risultati, fu memorabile il 4-0 rifilato al Real Madrid ed eclatante la vittoria per 8-1 conseguita contro la Real Sociedad, che rappresenta tuttora il record di vittoria col maggior scarto di reti contro la squadra basca. In Coppa delle Fiere, i Rojiblancos persero in semifinale, per il secondo anno consecutivo contro la Juventus.

## Maglie e sponsor
| Manica sinistra · Manica sinistra · Maglietta · Maglietta · Manica destra · Manica destra · Pantaloncini · Calzettoni |

## Rosa

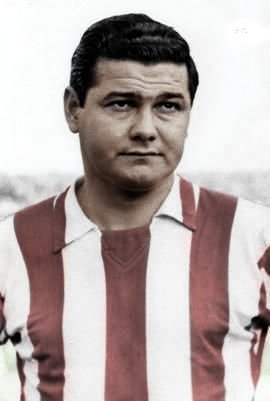
Eulogio Martínez, neo acquisto dell'Atlético Madrid

| N. |                      | Ruolo | Calciatore           |
| -- | -------------------- | ----- | -------------------- |
| -  | Spagna (bandiera)    | P     | Miguel San Román     |
| -  | Argentina (bandiera) | P     | Edgardo Madinabeytia |
| -  | Spagna (bandiera)    | P     | Joan Piñol           |
| -  | Argentina (bandiera) | D     | Jorge Griffa         |
| -  | Spagna (bandiera)    | D     | Feliciano Rivilla    |
| -  | Spagna (bandiera)    | D     | Colo                 |
| -  | Spagna (bandiera)    | D     | Jesús Martínez Jayo  |
| -  | Spagna (bandiera)    | D     | José Zamanillo       |
| -  | Spagna (bandiera)    | C     | Manuel Ruiz Sosa     |
| -  | Spagna (bandiera)    | C     | Enrique Collar       |
| -  | Spagna (bandiera)    | C     | Adelardo             |

| N. |                       | Ruolo | Calciatore             |
| -- | --------------------- | ----- | ---------------------- |
| -  | Spagna (bandiera)     | C     | Miguel Jones           |
| -  | Spagna (bandiera)     | C     | José Ufarte            |
| -  | Brasile (bandiera)    | C     | Ramiro                 |
| -  | Spagna (bandiera)     | C     | Isacio Calleja         |
| -  | Spagna (bandiera)     | C     | Eulogio Martínez       |
| -  | Spagna (bandiera)     | C     | Jesús Glaría Jordán    |
| -  | Portogallo (bandiera) | A     | Jorge Alberto Mendonça |
| -  | Spagna (bandiera)     | A     | Luis Aragonés          |
| -  | Honduras (bandiera)   | A     | José Cardona           |
| -  | Spagna (bandiera)     | A     | Polo                   |

## Risultati

### Primera División

#### Girone d'andata
| Arbitro: | Barrenechea de Miguel |

|                                |           |            |
| Mendonça 57’ Collar 88’ (rig.) | Marcatori | 79’ Ansola |

| Arbitro: | Segrelles del Pilar |

|                      |           |                                |
| Ré 10’ Seminario 88’ | Marcatori | 46’, 76’ Adelardo 54’ Mendonça |

| Arbitro: | Cerezuela Ruiz |

|                         |           |                                    |
| Tonono 61’ Gilberto 75’ | Marcatori | 17’ Ufarte 33’ Collar 50’ Aragonés |

| Arbitro: | Martín Álvarez |

|              |           |  |
| Mendonça 62’ | Marcatori |  |

| Arbitro: | Rigo Sureda |

|            |           |                                                  |
| Rovira 50’ | Marcatori | 13’, 70’, 74’ Aragonés 54’ Mendonça 58’ Adelardo |

| Arbitro: | Oliva Fortuny |

|                                             |           |  |
| Collar 50’ (rig.) Aragonés 53’ Adelardo 63’ | Marcatori |  |

| Arbitro: | Cerezuela Ruiz |

|                |           |            |
| Arieta 6’, 22’ | Marcatori | 88’ Collar |

| Arbitro: | Ruiz Alciturri |

|                                             |           |            |
| Mendonça 21’ Aragonés 26’ Collar 32’ (rig.) | Marcatori | 10’ Cabral |

| Arbitro: | Gardeazabal Garay |

|          |           |  |
| Vall 11’ | Marcatori |  |

| Arbitro: | Bueno Perales |

|  |           |            |
|  | Marcatori | 65’ Grosso |

| Cordova 29 novembre 1964 11ª giornata | Córdoba        | 0 – 0 referto | Atlético Madrid | El Arcángel\| Arbitro: \| Ruiz Alciturri \| |
| Arbitro:                              | Ruiz Alciturri |               |                 |                                             |

| Arbitro: | Medina Iglesias |

|                          |           |  |
| Mendonça 25’ Cardona 75’ | Marcatori |  |

| Arbitro: | Martín Álvarez |

|  |           |                                |
|  | Marcatori | 46’ Mendonça 48’, 75’ Aragonés |

| Arbitro: | Ortiz de Mendíbil |

|                   |           |             |
| Mendonça 48’, 76’ | Marcatori | 63’ S. Lage |

| Arbitro: | Gómez Arribas |

|                               |           |              |
| Encontra 18’, 35’ Lapetra 66’ | Marcatori | 12’ Aragonés |

#### Girone di ritorno
| Arbitro: | Pintado Viu |

|              |           |              |
| Pallarés 32’ | Marcatori | 67’ Aragonés |

| Arbitro: | Zariquiegui Izco |

|                             |           |                     |
| Cardona 18’, 42’ Ufarte 50’ | Marcatori | 4’ Ré 73’ Seminario |

| Arbitro: | Pintado Viu |

|                                |           |              |
| Tonono 28’ (aut.) Aragonés 50’ | Marcatori | 37’ Gilberto |

| Arbitro: | Medina Iglesias |

|  |           |             |
|  | Marcatori | 70’ M. Jayo |

| Arbitro: | Segrelles del Pilar |

|                          |           |  |
| Aragonés 11’ Cardona 74’ | Marcatori |  |

| Arbitro: | Ortiz de Mendíbil |

|  |           |            |
|  | Marcatori | 57’ Ufarte |

| Arbitro: | Martín Álvarez |

|                                           |           |  |
| Aragonés 4’, 80’ Mendonça 11’ Cardona 28’ | Marcatori |  |

| Siviglia 21 febbraio 1965 23ª giornata | Siviglia         | 0 – 0 referto | Atlético Madrid | Ramón Sánchez-Pizjuán\| Arbitro: \| Zariquiegui Izco \| |
| Arbitro:                               | Zariquiegui Izco |               |                 |                                                         |

| Arbitro: | Birigay Nieva |

|                                             |           |  |
| Cardona 35’ Aragonés 46’ Navarro 67’ (aut.) | Marcatori |  |

| Arbitro: | Oliva Fortuny |

|  |           |              |
|  | Marcatori | 74’ Mendonça |

| Arbitro: | Ruiz Alciturri |

|                                       |           |  |
| Aragonés 22’ Adelardo 29’ Cardona 63’ | Marcatori |  |

| Arbitro: | Segrelles del Pilar |

|             |           |  |
| Lezcano 18’ | Marcatori |  |

| Arbitro: | Rigo Sureda |

|                                                 |           |              |
| Aragonés 11’, 42’ Adelardo 23’, 80’ Cardona 83’ | Marcatori | 89’ J. Maria |

| Arbitro: | Oliva Fortuny |

|                            |           |              |
| Waldo 29’, 49’ S. Lage 70’ | Marcatori | 25’ Mendonça |

| Arbitro: | Rigo Sureda |

|                          |           |                                |
| Mendonça 8’ Aragonés 89’ | Marcatori | 29’ Pais 44’ Glaría 69’ Gozalo |

### Coppa del Generalísimo
| Arbitro: | Ruiz Casasola |

|  |           |             |
|  | Marcatori | 6’ Adelardo |

| Arbitro: | García Rodríguez |

|                                                     |           |            |
| Mendonça 6’, 17’ Aragonés 7’ Ufarte 44’ Cardona 55’ | Marcatori | 89’ Aveiro |

| Arbitro: | Oliva Fortuny |

|            |           |  |
| Grosso 47’ | Marcatori |  |

| Arbitro: | Zariquiegui Izco |

|                                            |           |  |
| Adelardo 51’ Aragonés 57’, 66’ Cardona 89’ | Marcatori |  |

| Arbitro: | Pintado Viu |

|  |           |             |
|  | Marcatori | 48’ Cardona |

| Arbitro: | Bueno Perales |

|                         |           |  |
| Mendonça 40’ Griffa 54’ | Marcatori |  |

| Arbitro: | Lloris Antonino |

|                                                                    |           |                      |
| Cardona 39’, 68’, 83’ Glaría 47’, 78’ Adelardo 55’, 56’ Collar 89’ | Marcatori | 49’ (rig.) Mendiluce |

| Arbitro: | Bueno Perales |

|                        |           |                                  |
| Urreisti 22’, 43’, 61’ | Marcatori | 45’, 62’ Jones 57’ (rig.) Collar |

| Arbitro: | Pintado Viu |

|             |           |  |
| Cardona 65’ | Marcatori |  |

### Coppa delle Fiere
| Arbitro: | Lacoste |

|                            |           |                  |
| Schindelholz 62’ Daina 72’ | Marcatori | 5’, 37’ Adelardo |

| Arbitro: | De Marchi |

|                                                             |           |                  |
| Aragonés 17’ Mendonça 28’, 80’ Ramiro 48’ Adelardo 51’, 66’ | Marcatori | 12’ Schindelholz |

| Arbitro: | Syme |

|  |           |             |
|  | Marcatori | 71’ Cardona |

| Arbitro: | Schwinte |

|              |           |  |
| Adelardo 85’ | Marcatori |  |

| Arbitro: | Finney |

|                 |           |  |
| Bertoncello 85’ | Marcatori |  |

| Arbitro: | Campanati |

|                         |           |  |
| Aragonés 42’ Ufarte 47’ | Marcatori |  |

| Arbitro: | Guinnard |

|                               |           |            |
| Aragonés 47’ (rig.), 52’, 63’ | Marcatori | 43’ Combin |

| Arbitro: | Finney |

|                                                 |           |              |
| Menichelli 50’ Glaría 52’ (aut.) Barcellino 57’ | Marcatori | 82’ Aragonés |

| Arbitro: | Heymann |

|                                                |           |              |
| Stacchini 35’ Calleja 76’ (aut.) Salvadore 82’ | Marcatori | 13’ Mendonça |

## Statistiche

### Statistiche di squadra
| Competizione           | Punti | Totale | Totale | Totale | Totale | Totale | Totale | DR  |
| Competizione           | Punti | G      | V      | N      | P      | Gf     | Gs     | DR  |
| ---------------------- | ----- | ------ | ------ | ------ | ------ | ------ | ------ | --- |
| Primera División       | 43    | 30     | 20     | 3      | 7      | 58     | 27     | +31 |
| Coppa del Generalísimo | -     | 9      | 7      | 1      | 1      | 21     | 4      | +17 |
| Coppa delle Fiere      | -     | 9      | 5      | 1      | 3      | 17     | 11     | +6  |
| Totale                 | -     | 48     | 32     | 5      | 11     | 96     | 42     | +54 |